# Brännball

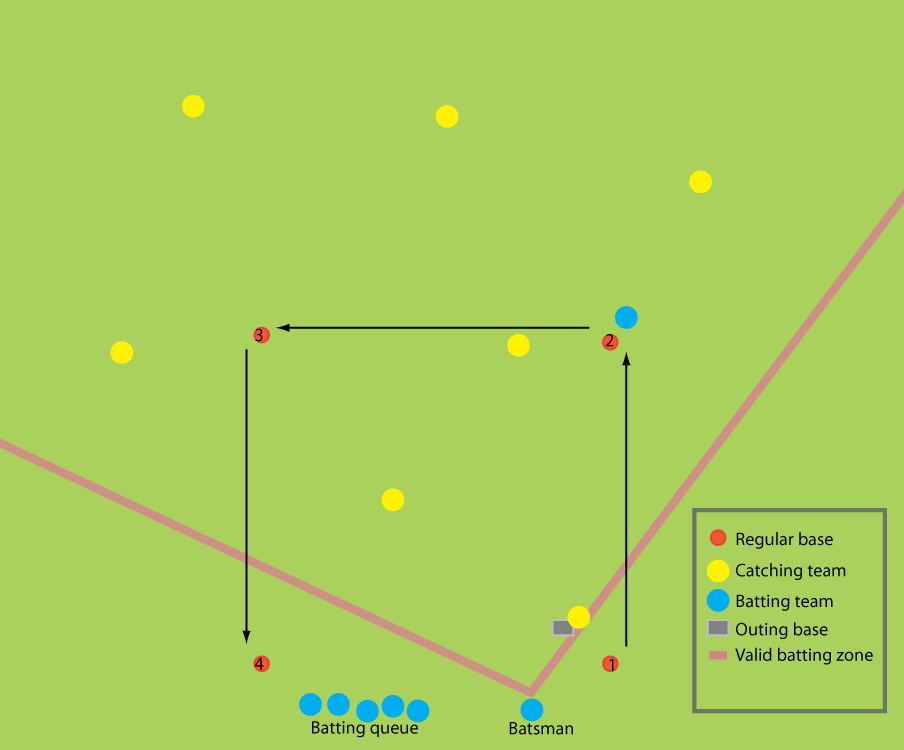
Diagram popisující brännball

Brännball je kolektivní pálkovací hra, která pochází ze Švédska. Název v překladu znamená „spálený míč“. Hra má určité rysy společné se softballem nebo baseballem, ovšem i některé odlišnosti, které hru dělají mnohem dynamičtější. Hrají proti sobě dvě 11členná družstva na 2 směny po 12 minutách.

## Historie brännballu v Česku
Do České republiky tato hra přišla v roce 1990 spolu se švédskou firmou IKEA, která za spolupráce s Českou asociací sportu pro všechny vydala první česky psaná pravidla brännballu. Původní švédská pravidla byla totiž pouze obrázková, což bylo nedostačující pro pořádání soutěží. První oficiální mistrovství republiky v brännballu se uskutečnilo 23. 9. 2000 v Brně – Pisárkách.

## Základní charakteristika brännballu
Brännball je pálkovací hra podobná softballu nebo baseballu, se kterými má jak společné rysy, tak i určité odlišnosti. Například zde zcela chybí tzv. outovaní. Dále v této hře mohou bodovat i hráči v poli. Je tak mnohem dynamičtější, a to i pro méně sportovně zdatné jedince. Brännball se hraje většinou na rozlehlé travnaté ploše, ideální je fotbalové hřiště. Proti sobě hrají dvě jedenáctičlenná družstva ve dvou směnách (na pálce, v poli) po 12 minutách.

## Oficiální pravidla 2007 vydaná ČASPV

### Kapitola 1 – Definice
§ 1. Box pálkařů: Je území pro pálkaře v zámezí mezi místem pro odpal a metou č. 1 ve vzdálenosti 4 m od hlavní čáry.
§ 2. Dvoumetový odpal: Pálkař a ostatní běžci na metách postoupí o dvě mety vpřed, oproti metám které drželi v okamžiku odpalu.
§ 3. Hra: Je povel rozhodčího k zahájení hry, nebo k opětnému zahájení hry po přerušení na pokyn rozhodčího. Aby hra mohla být zahájena, musí být hráči-polaři v poli, jeden z hráčů – pálkařů v místě pro odpal, bränner za hlavní čarou, ostatní pálkaři v boxu pro pálkaře.
§ 4. Meta: Plocha ve vnějším poli, která je vymezena prodlouženými čarami vnitřního pole.
§ 5. Meta brännera: Je vyznačený čtverec vně vnitřního pole, před hlavní čarou o rozměrech 1 × 1 m, vzdálen 1 m od hlavní čáry a 5,5 m od cílové mety.
§ 6. Místo pro odpal: Území ve vnějším poli uprostřed mezi první a cílovou metou v délka 4 m a šířka 1 m.
§ 7. Odpal: Je udeření pálkou do míče s vlastním nadhozem, nebo zasažení (teč) pálkou nadhozeného míče.
§ 8. Pálkoviště: Je část hřiště ve tvaru obdélníka ve vnitřním poli, na hlavní čáře, uprostřed mezi první a cílovou metou o rozměrech 16 × 6 m.
§ 9. Vnější pole: Je část hřiště vně obdélníku 20 × 28 m (vnitřní pole) z vnějších stran ohraničené místem pro diváky dle místních podmínek.
§ 10. Vnitřní pole: Část hřiště o rozměrech 20 × 28 m.
§ 11. Výseč pro odpal: Navazuje na „místo pro odpal“ je tvořena dvěma čarami směrem do hřiště, které svírají úhel 90°, na hlavní čáře je ohraničena dvěma kužely ve vzdálenosti 4 m. Délka obou čar svírající 90° směrem do hřiště je dána velikostí vnějšího pole, musí přesahovat vnitřní pole, pro orientaci rozhodčích jsou obě čáry ve vnějším poli zvýrazněny kužely barevně odlišnými od kuželů vyznačujících mety.

### Kapitola II. – Hřiště

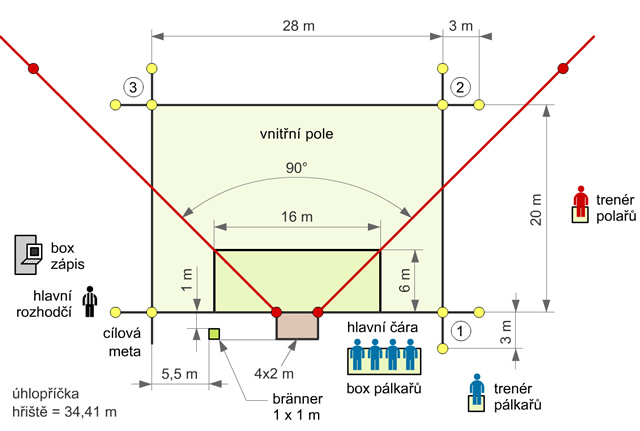
Hřiště na Brännball

§ 1.: Hřiště na brännball by měla být volná plocha s doporučenými rozměry 60 × 60 m s travnatým, pískovým nebo mlatovým povrchem nenáročným na rovnost. Podél hlavní čáry a bočních čar (20 m) by mělo být vyznačeno zázemí v pruhu širokém 9 m.
§ 2.: Nelze-li dodržet uvedené rozměry hřiště, nebo jsou na hřišti překážky. Smí se soutěž – utkání sehrát na hřišti menším s vyznačením překážek a úpravou pravidel (dvoumetový odpal). S úpravou pravidel musí pořadatel seznámit všechny vedoucí družstev, hráče a rozhodčí.
§ 3.: Vnitřní pole má rozměry 28 × 20 m. Spojnice met a hlavní čára (rovnoběžná se spojnicí met č. 2 a 3) se značí vždy s přesahem v rozích o 3 m.
§ 4.: Všechny čáry (lajny), jsou součásti hřiště a met. Vyznačují se v šířce 5–10 cm, včetně mety brännera. Metu brännera je možné vyznačit vhodným kobercem.
§ 5.: Meta č. 1, 2 a 3 je plocha ve vnějším poli,která je vymezena prodlouženými čarami vnitřního pole v délce 3 m Konce přesahujících čar v délce 3 m a jejich průsečík jsou označeny kužely.
§ 6.: Meta brännera o rozměrech 1 × 1 m je mezi cílovou metou a krajním bodem místa pro odpal – bližším k cílové metě – ve vzdálenosti jeden metr od hlavní čáry a 5,5 m od cílové mety a 5,5 m od krajního bodu pro odpal.(viz plánek) Pro turnaje je doporučeno vyznačit metu brännera pevně připevněným kobercem.
§ 7.: Na hlavní čáře uprostřed mezi cílovou metou a metou č. 1 v délce 4 m je vyznačeno dvěma kužely (barevně odlišnými od kuželů označujících mety) místo pro odpal a kolmicemi z krajních bodů směrem do vnějšího pole v délce 1 m.
§ 8.: Z krajních bodů místa pro odpal směrem do vnitřního pole s vrcholovým úhlem 90° je vyznačena výseč pro odpal. Délka čar označující výseč je dána velikostí vnějšího pole. Na konci vyznačení výseče jsou kužely shodné barvy s kužely vyznačující místo pro odpal. Vyznačení výseče musí přesahovat rozměry vnitřního pole.
§ 9.: Pálkoviště je vyznačeno ve tvaru obdélníku 16 × 6 m (viz obrázek). Do tohoto prostoru smí vstoupit hráči-polaři až po provedení odpalu.
§ 10.: Území pro trenéra – vedoucího družstva pálkařů je vyhrazeno v zámezí (5 m od hlavní čáry) za boxem pálkařů. Z jiného prostoru je rozhodčí povinen tyto činovníky vykázat.
§ 11.: Území pro trenéra – vedoucího družstva hráčů v poli je vyhrazeno mezi metou č. 1 a č. 2. Minimálně 5 m od spojnice met č. 1 a č. 2.
§ 12.: Území pro diváky, je řádně vyznačeno páskou – vápnem. Území pro diváky vymezí pořadatel, dle možností – doporučeno 9 m od spojnice met č. 3 a cílovou metou.

### Kapitola III. – Výzbroj a výstroj
§ 1.: Míč – pro hru je určen je tenisový míček, žluté nebo bílé barvy.
§ 2.: Pálka, je vyrobena z jednoho kusu dřeva, rukojeť je povolené opatřit páskou. Rozměry pálky jsou uvedeny na obrázku, jiné rozměry, tvary a úpravy nejsou oproti nákresu povoleny.
§ 3.: Mety jsou označeny kužely stejné barvy dle nákresu hřiště. Meta č. 1, 2 a 3 jsou vyznačeny třemi kužely, cílová meta je označena dvěma kužely.
§ 4.: Výseč pro odpal je vyznačena čtyřmi kužely barevně odlišenými od kuželů na metách.
§ 5.: Sportovní úbor. Všichni hráči družstva musí mít stejný úbor, stejné barvy, střihu a úpravy.
- Na zádech a na prsou musí mít každý hráč číslo kontrastní barvy, minimálně 15 cm vysoké. Čísla musí odpovídat pořadí na pálce 1 až 15.
- Při hře nesmějí mít hráči na sobě prsteny, náušnice a podobné předměty, které mohou být podle názoru rozhodčího nebezpečné.
- Hráčům v poli i na pálce nejsou povoleny při hře jakékoliv rukavice a další předměty na rukou.

§ 6.: Sportovní obuv. Všichni hráči musí být při hře obuti. Obuv má být plátěná, kožená nebo imitace těchto materiálů. Podrážky musí být hladké. S výstupky na podrážkách jsou povoleny jen gumotextilní kopačky. Hráči s jinou obuví nemohou k utkání nastoupit.

### Kapitola IV. – Hráči a náhradníci
§ 1.: Družstvo se skládá z jedenácti hráčů a dvou náhradníků, družstva mohou být koedukovaná.
§ 2.: Hráči jednotlivých družstev jsou označeni viditelnými čísly (1 až 13) dle pořadí na pálce.
§ 3.: Pořadí hráčů na pálce určuje trenér (vedoucí družstva – kapitán) a zapíše jej před utkáním do Protokolu o utkání.
§ 4.: V utkání je povoleno vystřídat nejvýše dva hráče, kteří musí být uvedeni v protokolu před utkáním. Střídání povoluje rozhodčí.
§ 5.: Hráč, který byl vystřídán, se nesmí hry v témž utkání znovu zúčastnit. Byl-li střídán hráč na pálce, náhradník musí nastoupit na stejné místo v pořadí na pálce střídajícího hráče.
§ 6.: Minimální počet hráčů na hřišti je devět. Klesne-li v družstvu počet hráčů méně jak devět, utkání je kontumováno.

### Kapitola V. – Hrací doba
§ 1.: Utkání se hraje na dva poločasy, jeden poločas v délce 12 minut hrubého času.
§ 2.: Rozhodčí může prodloužit každý poločas, v němž podle jeho mínění byl čas promeškán střídáním, přepravou zraněných hráčů z hrací plochy nebo z jiných příčin.
§ 3.: O prodloužení doby hry informuje rozhodčí zapisovatele a může, ale nemusí o prodloužení vyrozumět kapitány – trenéry.
§ 4.: Pořadatel je povinen zajistit při utkání časomíru na viditelném místě.

### Kapitola VI. – Hra
§ 1.: Zahájení hry. O tom,které družstvo nastoupí v utkání první na pálku a které do pole se rozhoduje losováním a to buď pomocí mince nebo jiným způsobem. Pro urychlení hry mohou být dány posty družstev (pálka – pole) již rozlosováním.
§ 2.: O způsobilosti hřiště pro zahájení hry rozhoduje výhradně hlavní rozhodčí.
§ 3.: V utkání vítězí družstvo, které dosáhlo v platné hře většího počtu bodů.
§ 4.: Dosažení bodu družstvem hráčů na pálce:
- Při oběhnutí všech tří met a dosažení cílové mety s přerušením běhu na některé z met z důvodu Zastavení hry získávají pálkaři – 1 bod.
- Za oběhnutí celého kola (Home run) – po vlastním odpalu bez přerušení hry získávají pálkaři – 6 bodů.
- Za chybu hráčů v poli, kdy bränner překročí hlavní čáru nebo sebere míček z vnitřního pole získávají pálkaři 4 body.

§ 5.: Dosažení bodů družstvem hráčů v poli:
- Chycený míček přímo z odpalu do jedné ruky (i mimo výseč) – 2 body.
- Chycený míček přímo z odpalu(i mimo výseč) do obou rukou nebo s dotykem těla nebo s dotykem jedné ruky a poté chycení druhou rukou – 1 bod.
- Za Burnned (spálený hráč) za každého hráče, který nedosáhl mety, nebo vyběhl z mety a již se nestačil na metu vrátit před zvoláním bränn – Zavřená hra – 1 bod.
- Nastane-li situace, kdy pálkaři nemají hráče na pálce – 6 bodů.
- Za úmyslné porušení pravidla pálkařů pořadí na pálce – 5 bodů.
- Pálkař po odpalu neodloží pálku v místě pro odpal – 1 bod.

### Kapitola VII. – Odpalování
§ 1.: Pálkaři odpalují na pokyn hlavního rozhodčího v předem určeném pořadí podle protokolu. Porušení tohoto pravidla znamená zisk pěti bodů pro polaře. (ostatní hráči-pálkaři musí být v boxu pálkařů nebo na metách).
§ 2.: Pálkař si nadhazuje sám vlastním nadhozem.Počet nadhozů je omezen prvním dobrým odpalem.
§ 3.: Při dobrém odpalu musí pálkař stát v prostoru místa pro odpal (4 m území).
§ 4.: Dobrý odpal je odpálení, po němž míč:
- dopadne do výseče a tam zůstane,
- dopadne do výseče a po odrazu přejde mimo výseč,
- dopadne do výseče a po odrazu přejde za hlavní čáru,
- zasáhne ve výseči pro odpal hráče nebo rozhodčího nebo jejich oděv,
- je chycen nebo tečován hráčem v poli i když nestojí ve výseči pro odpal,
- dobrý odpal je i když pálkující hráč jen míč tečuje a dopad míče splňuje některý z bodů a. až e.

§ 5.: Splněním podmínek dobrého odpalu je odložení pálky v místě pro odpal, odložení pálky mimo určené místo: pálkař je spálený a jde na metu č. 1.
§ 6.: Dobrý dopal ohlašuje hlavní rozhodčí dobrý odpal a signalizuje upažením s praporkem.
§ 7.: Přejde-li míč při dobrém odpalu mezi diváky do bočních stran hřiště, nebo nastane pro hráče v poli při získání míče jiná překážka a míč není dosažitelný, přizná rozhodčí pálkaři dvoumetový odpal.
Poznámka: Před utkáním musí pořadatel seznámit rozhodčí, hráče a vedoucí se situací kdy rozhodčí přizná hráči dvoumetový odpal.
§ 8.: Dvoumetový odpal, pálkař a ostatní běžci na metách postoupí o dvě mety vpřed oproti metám, které drželi v okamžiku odpalu – nejkratší cestou.
§ 9.: Chybný odpal – je odpálení míče, po němž míč:
- dopadne mimo výseč – při prvním dotyku země,
- dopadne do výseče – pálkující hráč celým chodidlem přestoupil základní čáru,
- dopadne do výseče – pálkující hráč neodložil pálku v prostoru pro odložení pálky.

§ 10.: Při chybném odpalu pálkaři zůstávají na původních metách – vyběhnuvší pálkaři se musí vrátit na mety a nejsou spáleni.
§ 11.: Při dobrém odpalu pálkař vybíhá a snaží se co nejdříve došlápnout za prodlouženou hlavní čáru vymezující cílovou metu s došlapem na mety č. 1, 2, a 3 Čáry lajny vymezující vnitřní pole hřiště musí pálkař obíhat z vnější strany.
§ 12.: Při dosažení cílové mety nohou – proběhnutí získává pálkař bod (další viz Body).
§ 13.: Pálkaři se smí pohybovat pouze ve vnějším poli. Běží-li pálkař uvnitř hřiště a tím si zkrátí dráhu, musí se vrátit na metu č.1.
§ 14.: Při obíhání met se mohou pálkaři předbíhat.
§ 15.: Pálkař „musí“ došlápnout na metu, (prostor ve výseči přesahujících čar vně vnitřního pole) dříve, než bränner stojí na svoji metě alespoň jednou nohou, drží ve vzpažené ruce míček a zvolá hlasitě, Bränn (Spálený) – Porušení tohoto pravidla znamená, že se hráči, kteří nestojí na metách musí vrátit zpět na první metu. Polaři získávají za každého vracejícího se hráče (spálený) jeden bod.
§ 16.: Na metě může stát jeden i více hráčů.
§ 17.: Nastane-li situace, Nikdo není na pálce (všichni pálkaři jsou na metách), jde odpalovat hráč dle Protokolu o utkání. Hráč s nejmenším počtem odpalů a s nejnižším pořadovým číslem.
§ 18.: Jestliže běžci – pálkaři, úmyslně překáží v cestě na metu hráč v poli-soupeř, rozhodčí přizná podle svého mínění poškozeným hráčům–pálkařům počet met, které by dosáhli, kdyby polař nepřekážel.
§ 19.: Předčasný výběh – opustí-li pálkař-běžec metu před odpalem, odpal se opakuje, všichni hráči se vrátí na původní mety.
§ 20.: Předčasný odpal:
- míč je odpálen pálkařem před uzavřením hry – pálkař je spálený, postupuje na metu č. 1, ostatní pálkaři – běžci jsou ve hře dokud bränner nezavře hru,
- míč je odpálen pálkařem po uzavření hry, dříve než se běžci vrátili na výchozí metu – pálkař je spálený, běží na metu č. 1, všichni běžci se musí vrátit na metu, ze které při předčasném odpalu vyběhli, resp. na kterou se nestihli vrátit.

### Kapitola VIII. – Hráči v poli
§ 1.: Hráči v poli jsou libovolně rozmístěni ve vnitřním i vnějším poli, mohou stát i za základní čarou. Při odpalu nesmí stát žádný hráč území pálkoviště.
§ 2.: Do pálkoviště mohou polaři vstoupit po odpalu.
§ 3.: Hráči v poli mohou zastavit pálkaře v dalším postupu jediným možným způsobem – Zastavením hry.
§ 4.: Zastavená hra je, je-li bränner na svoji metě alespoň jednou nohou,drží ve vzpažené ruce míček a hlasitě zvolá Bränn. Bränner se nesmí dotýkat jinou části těla země.
§ 5.: Bränner, spoluhráč hráčů v poli, se pohybuje ve vnějším poli jen za hlavní čarou. Nesmí vstoupit ani sebrat míček z vnitřního pole (trest 4 body).
§ 6.: Výměna brännera je povolena spoluhráčem ve vnitřním poli i novým střídajícím hráčem. Střídání i výměna je povolena jen se souhlasem rozhodčího.
§ 7.: Brání-li pálkař – běžec úmyslně hráči v poli při chytání odpáleného míče nebo přihrávce (kopnutí a podobně) – pálkař je spálený a vrací se na metu č. 1.

## Rozhodčí
Utkání řídí nestranně sbor rozhodčích podle pravidel brännballu a rozpisu příslušné soutěže – turnaje. Složení sboru rozhodčích:
- jeden hlavní rozhodčí
- tři rozhodčí na metách
- jeden pomocný rozhodčí – pořadí na pálce
- jeden zapisovatel a jeden pomocník zapisovatele

Během utkání, včetně přestávky v polovině utkání, nikdo ze sboru rozhodčích nesmí hovořit s diváky, trenéry, vedoucími a hráči. Hráči, trenéři, vedoucí a ostatní členové družstev jsou povinni se řídit na hřišti a v jeho okolí – hracím prostoru, pokyny členů sboru rozhodčích, tito mohou přikázat činovníkům družstev cokoliv, co je nezbytné pro uplatnění těchto pravidel. Všichni rozhodčí mají při rozhodování praporek.

### Postavení členů sboru rozhodčích
- Hlavní rozhodčí stojí v blízkosti zapisovatele a cílové mety vnějšího hracího pole viz plán hřiště,
- Rozhodčí na metách stojí stále na hřišti tak, aby mohli co nejlépe rozhodovat o hře na metách a současně posuzovat dobré a špatné odpaly hráčů na pálce,
- Pomocný rozhodčí stojí na přehledném místě u boxu pálkařů,
- Zapisovatel a jeho pomocník je v blízkosti hlavního rozhodčího (mají k dispozici stolek a židle, pro elektronický zápis je doporučen notebook).

### Povinnosti hlavního rozhodčího
- Prohlédnout hřiště, jeho vyznačení a rozhodnout o způsobilosti hřiště ke hře. Posoudit vhodnost počasí a dostatečnou viditelnost, v případě potřeby nařizuje úpravu hřiště,
- Zkontrolovat zda výstroj a výzbroj hráčů odpovídá ustanovení pravidel,
- Objasní územní pravidla oběma družstvům a jejich vedoucím,
- Zve družstva k nástupu a provádí losování,
- Praporkem dává pokyn k zahájení utkání i k zahájení druhého poločasu utkání,
- Po zastavené hře dává pokyn praporkem pálkaři k odpalu,
- Rozhoduje ve spolupráci s rozhodčími na metách zda je odpal dobrý nebo chybný,zda byl odpálený míč chycen v letu správně, jednou nebo oběma rukama,
- Rozhoduje ve spolupráci s rozhodčími na metách zda pálkaři dosáhli met před nebo po uzavření hry,
- Rozhoduje zda pálkař při překročení cílové mety získal jeden nebo šest bodů (Home run),
- Posuzuje hru brännera a rozhoduje před zvoláním Bränn zda byly splněny všechny podmínky pro Zavření hry,
- Veškeré dosažené body hráčů na pálce a v poli, hlásí zapisovateli a jeho pomocníkovi,
- Rozhodčí má právo v případě úmyslného zdržování hry hrací dobu prodloužit viz Hrací doba,
- Posuzuje dobrý a chybný odpal z hlediska přešlapu základní čáry pálkařem při odpalu,
- Měří a sleduje čas, hvizdem na píšťalku končí první poločas a celé utkání,
- Sděluje zapisovateli délku prodloužení utkání,
- Hlavní rozhodčí má rozhodující a konečné slovo,
- Hlavní rozhodčí je vybaven praporkem a píšťalkou.

### Povinnosti rozhodčích na metách
- Posuzují dobrý a chybný odpal z hlediska dopadu míčku a dávají signál hlavnímu rozhodčímu,
- Kontrolují postavení hráčů na metách,
- Posuzují dosažení mety pálkařem a dávají signál hlavnímu rozhodčímu zda bylo dosažení mety před uzavřením hry brännerem, nebo došlo k opačné situaci – spálení hráče,
- Signalizují hlavnímu rozhodčímu počet spálených hráčů,
- Signalizují hlavnímu rozhodčímu, zda se všichni spálení hráči vrátili na metu č. 1,
- Rozhodčí na metách jsou vybaveni praporky.

### Povinnosti pomocného rozhodčího
- Sleduje pořadí hráčů na pálce, do kopie Protokolu zaznamenává odpaly hráčů,
- Nedodržení pořadí hráčů na pálce signalizuje hlavnímu rozhodčímu,
- Signalizuje hlavnímu rozhodčímu situaci Nikdo není na pálce,
- Posuzuje dobrý a chybný odpal, dává signál hlavnímu rozhodčímu.

### Povinnosti zapisovatele a jeho pomocníka
- Dle pokynů hlavního rozhodčího zapisovatel zapisuje do Protokolu dosažené body, pomocný zapisovatel sleduje a kontroluje správnost zapsaných pokynů,
- Jsou odpovědni za úplné vyplnění zápisu (např. podpisy kapitánů).